# 杨振玉 (军人)
杨振玉（1931年—1998年），内蒙古赤峰人，中国人民解放军将领、中国人民解放军空军中将。
1990年，授予中国人民解放军空军中将，曾任空军副司令员。